# Robert Majewski (Musiker)

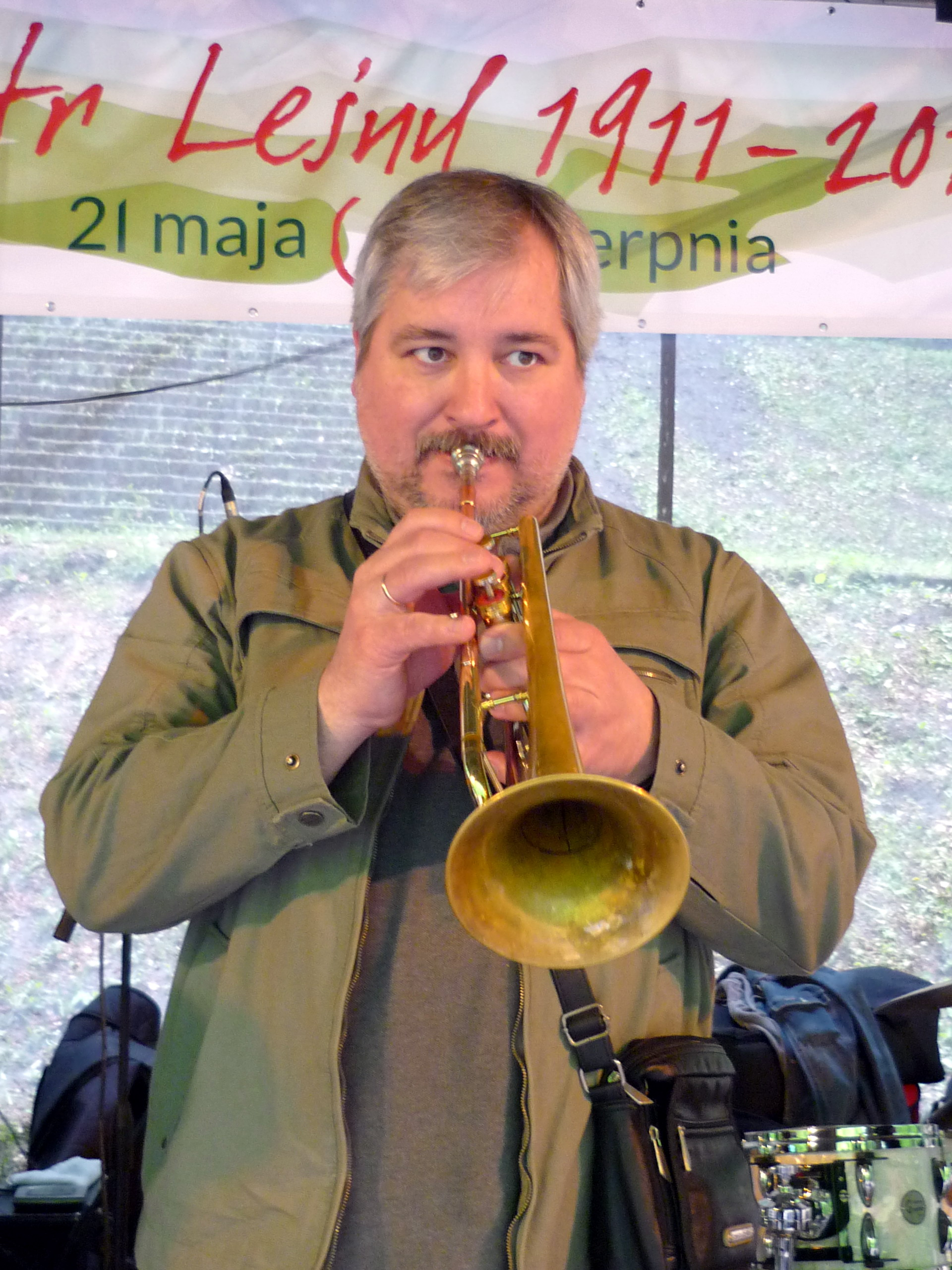
Robert Majewski, 2011

Robert Majewski (* 18. November 1963 in Warschau) ist ein polnischer Jazzmusiker (Trompete, Flügelhorn, Komposition, Arrangement).

## Leben und Wirken
Majewski stammt aus einer Musikerfamilie (sein Vater, Henryk Majewski, war ebenfalls Jazztrompeter; Bruder Wojciech ist Pianist). 1987 absolvierte er sein Musikstudium an der Musikakademie in Warschau.
Majewski trat bereits während seines Studiums mit der Band New Presentation international auf; auch arbeitete er bei Jarosław Śmietana. Zwischen 1986 und 1990 war er Solist der Bigband Studio S 1 des polnischen Rundfunks unter der Leitung von Andrzej Trzaskowski.
In der Folge hat er an Festivals in Polen und weltweit teilgenommen. Aufnahmen entstanden mit eigenen Bands; auch bildete er eine internationale Gruppe mit Bobo Stenson, Palle Danielsson und Joey Baron und gehörte zu Piotr Rodowicz’ Quartett Mingus Mingus. Bis 2005 trat er zusammen mit seinem Vater in der Band der Jazz Old Timers auf und übernahm nach dessen Tod die Rolle des Leaders.
Weiterhin arbeitete er mit Musikern wie Niels-Henning Ørsted Pedersen, Bengt Arne Wallin, Clark Terry, Nicholas Payton, Roy Hargrove, Gary Bartz, Mino Cinelu, Peter Herbolzheimer, Django Bates, Nils Landgren, Billy Hart, Jacek Niedziela, Jan Ptaszyn Wróblewski, Zbigniew Namysłowski, Wojciech Karolak, Włodzimierz Nahorny, Andrzej Jagodziński, Wojciech Niedziela, Grzegorz Nagórski und Piotr Baron. Zudem begleitete er die Vokalisten Ryszard Szeremeta, Ewa Bem, Hanna Banaszak, Urszula Dudziak, Anna Maria Jopek, Aga Zaryan, Kasia Kowalska, Marek Grechuta, Edyta Bartosiewicz, Kuba Badach, Grzegorz Ciechowski, Grzegorz Turnau und Michał Bajor.
Majewski war auch als Theater- und Filmmusiker tätig, unter anderem gemeinsam mit Zbigniew Preisner, Krzesimir Dębski und Jerzy Satanowski. In dem Spielfilm Und die Geigen verstummen von Alexander Ramati hatte er einen Auftritt als Sänger im Konzentrationslager der NS-Zeit.
Majewski lehrte an der Jazzabteilung der Staatlichen Musikschulen Fryderyk Chopin in Warschau, wo sein Vater eine postgraduierte Jazzausbildung für Berufsmusiker etablierte, und ist am nationalen Instytut Jazzu der Höheren Berufsschule in Nysa tätig.

## Preise und Auszeichnungen
Majewski ist Gewinner zahlreicher Auszeichnungen, unter anderem erhielt er den Ersten Preis als Solist beim Jazz Juniors-Wettbewerb in Krakau (1983). Mit der Band New Presentation gewann er den Wettbewerb 1985 der Leverkusener Jazztage. 1990 war er Finalist des Trompeten-Weltwettbewerbs Louis Armstrong in Washington. Als Studiomusiker wirkte er an dem Film Zmruz oczy von Andrzej Jakimowski mit, der im selben Jahr den Preis beim Festival Jazz Film Saloon 1991 in Warschau erhielt. In Anerkennung seiner Leistungen bei der Förderung des polnischen Jazz erhielt er 2006 die Ehrenmedaille des Polnischen Jazzvereins.

## Diskographische Hinweise
- Henryk Robert & Majewski Sextet: Continuation (1987)
- Robert Majewski Plays Komeda (1996)
- Coś dla ludzi (1998)
- John McLaughlin Group, Nils Landgren Funk Unit, Robert Majewski Quintet: Best of Jazz Open 1998 (DVD, 2001)
- Grechuta (2001)
- Zamyślenie (2003)
- Opowieść (2009)
- Chopin Symphony Jazz Project (2010)
- Robert Majewski, Bobo Stenson, Palle Danielsson, Joey Baron: My One and Only Love (2011)